# Euphorbia skottsbergii
Euphorbia skottsbergii är en törelväxtart som beskrevs av Earl Edward Sherff. Euphorbia skottsbergii ingår i släktet törlar, och familjen törelväxter.
Artens utbredningsområde är Hawaii.

## Underarter
Arten delas in i följande underarter:
- E. s. skottsbergii
- E. s. vaccinioides

## Bildgalleri

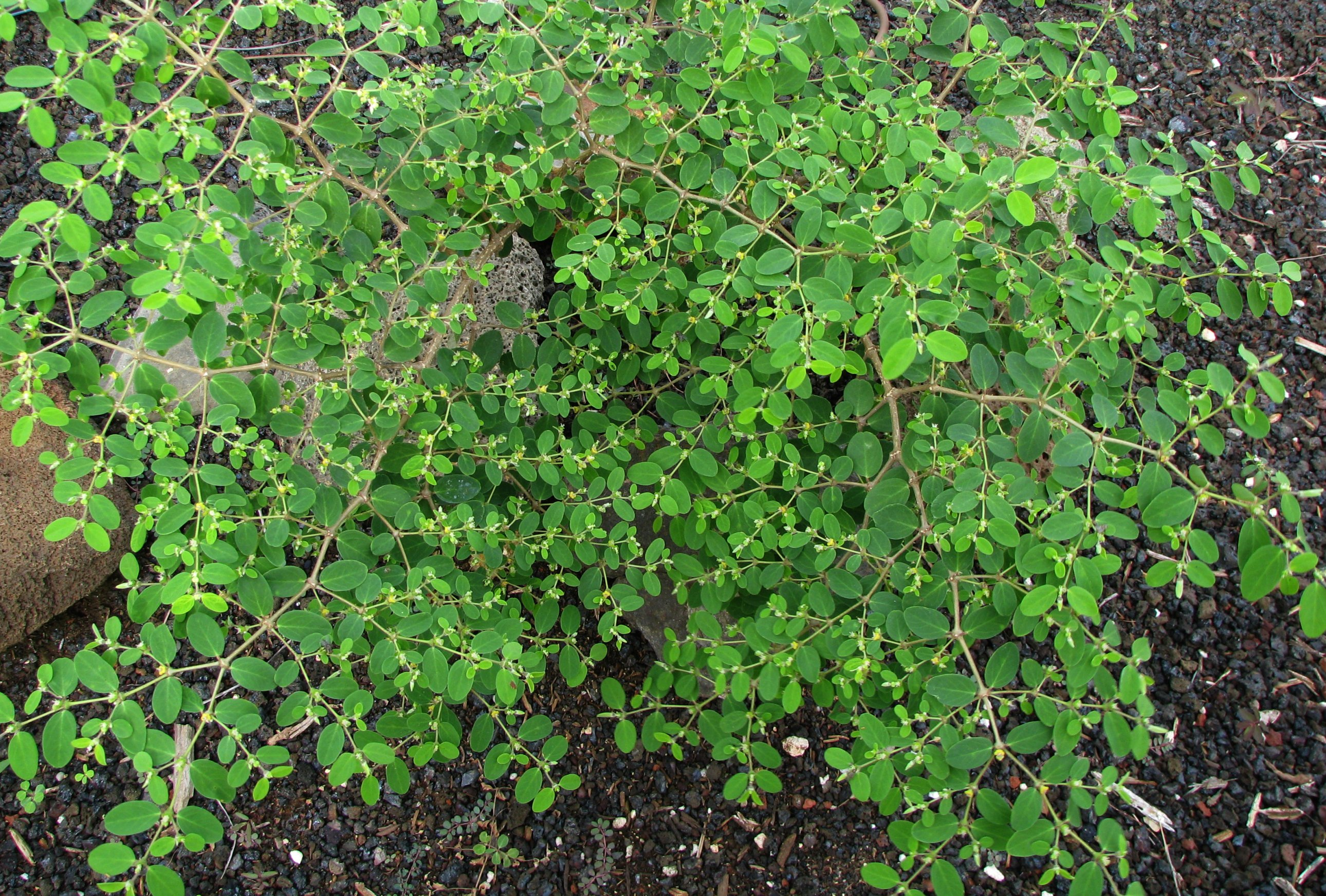
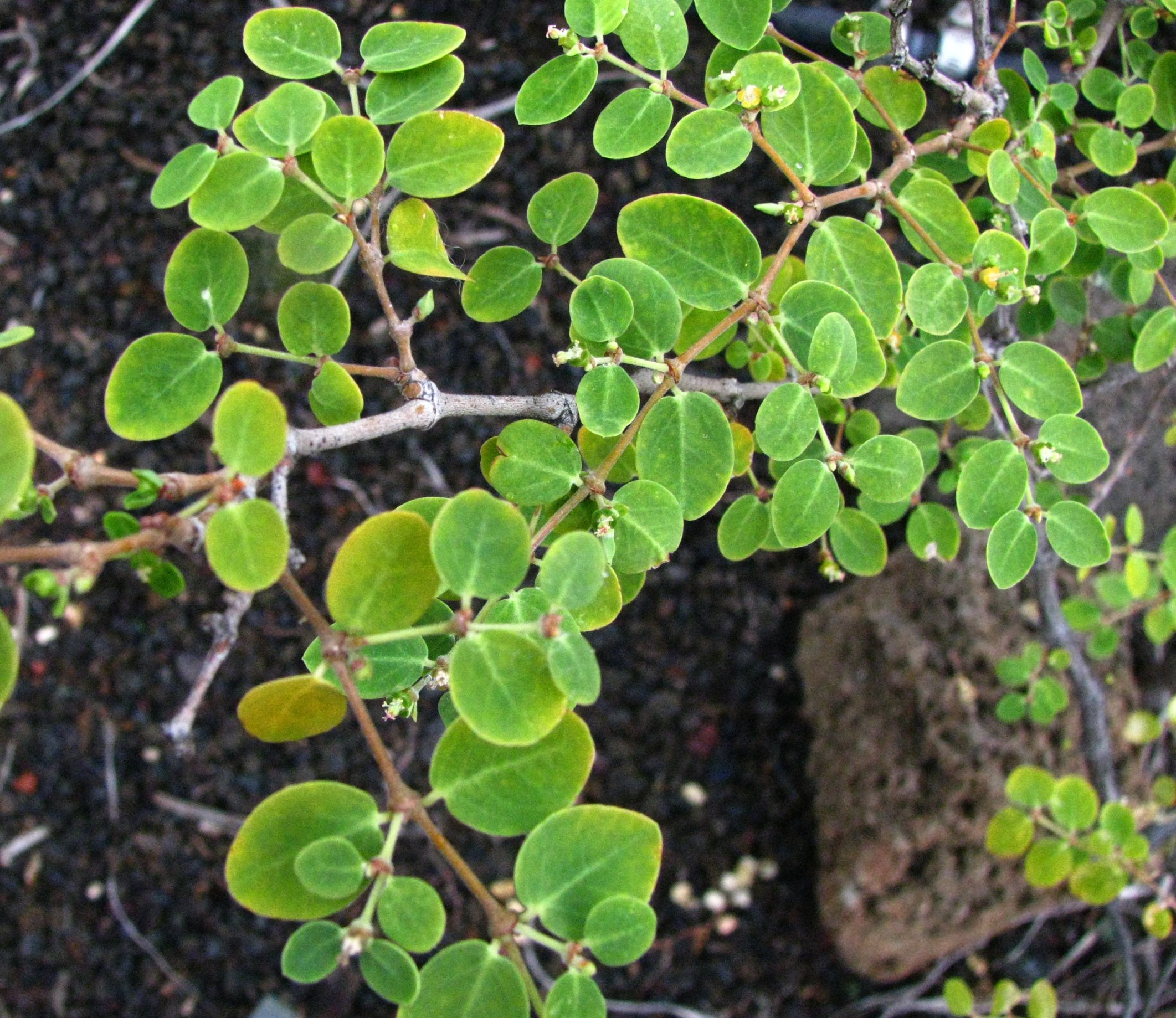
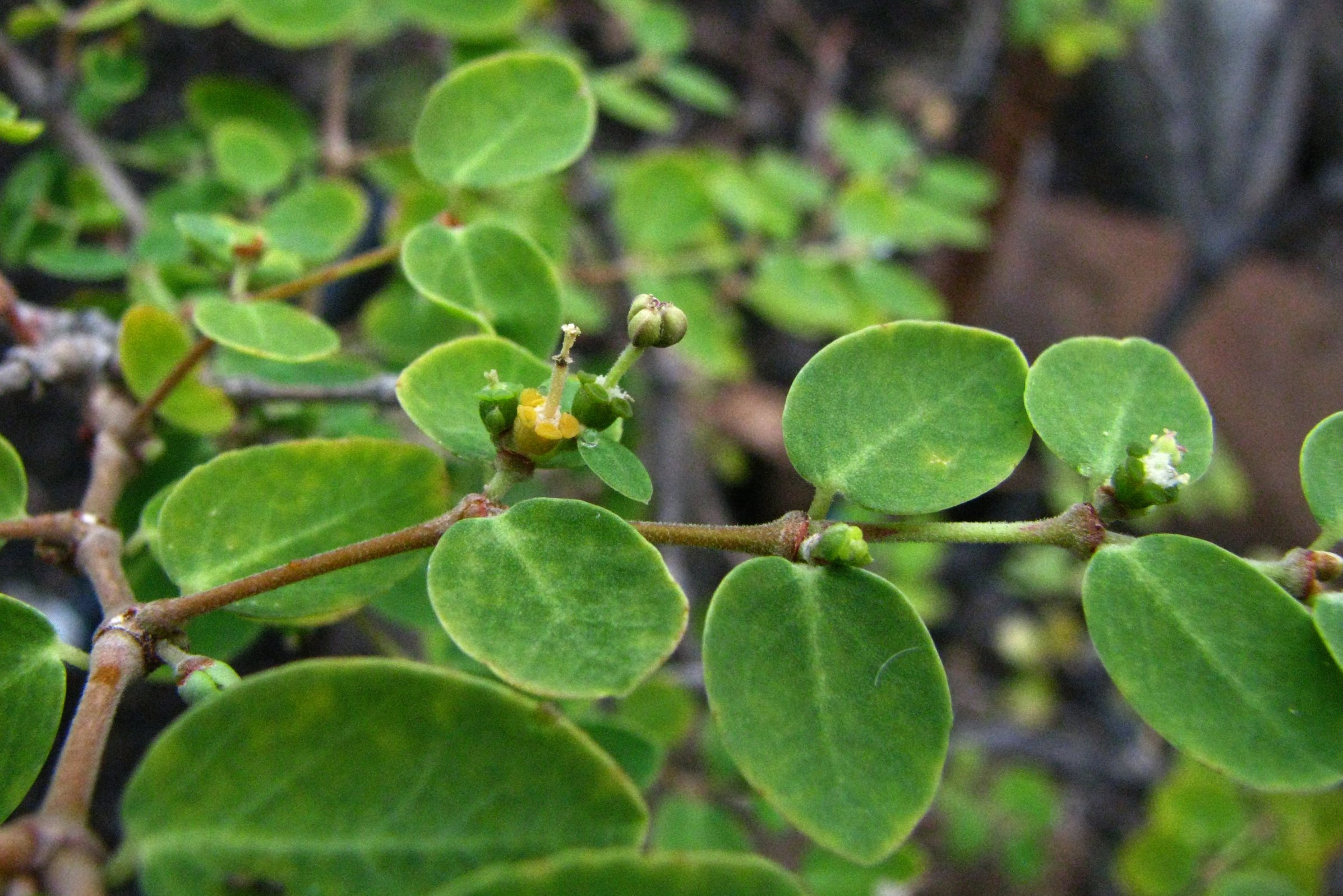
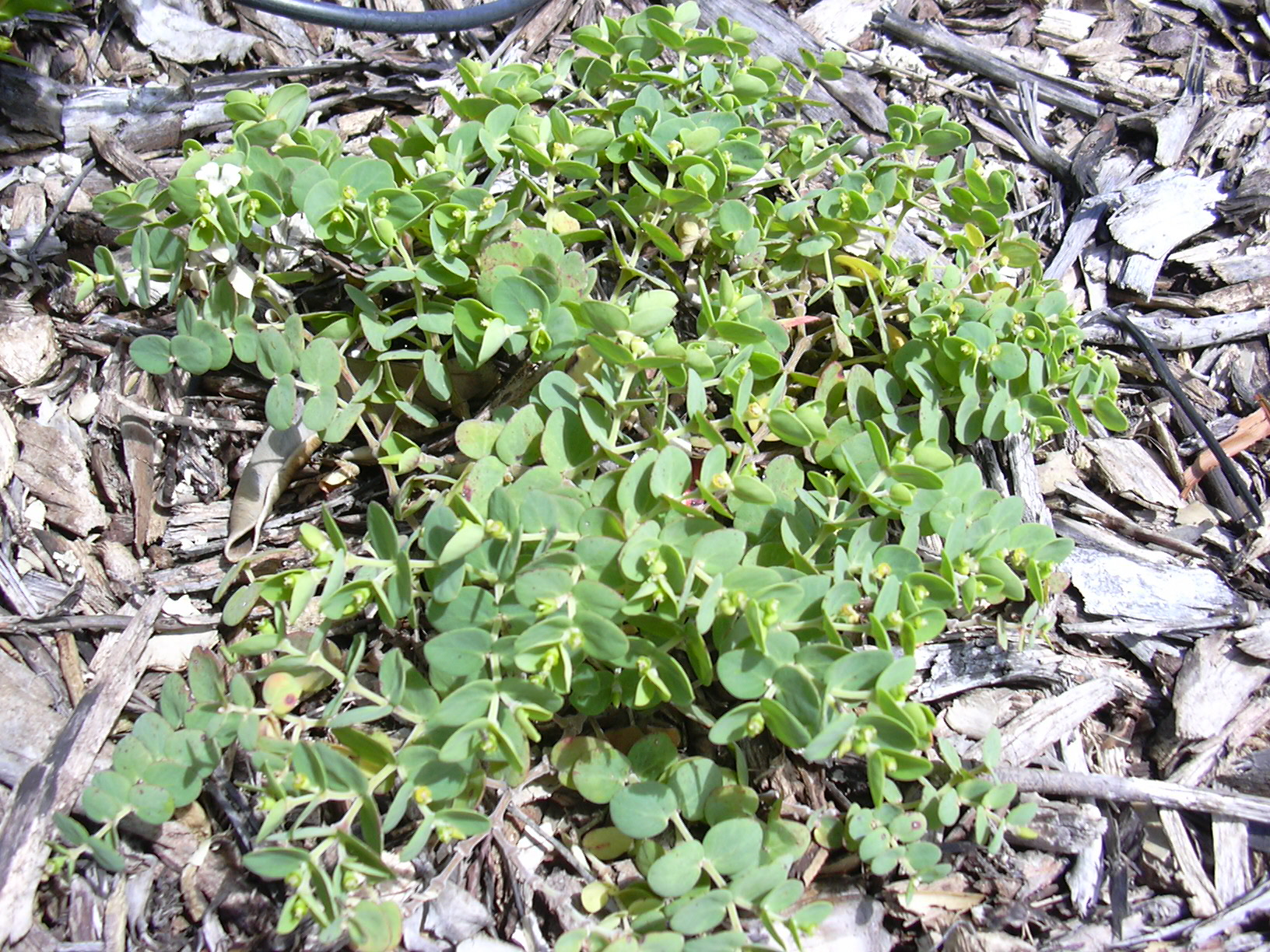